# 원저우 스포츠 센터
원저우 스포츠 센터(중국어 간체자: 温州体育中心)은 중국 원저우시에 있는 다목적 경기장으로, 1996년 개장했다.